# KS Warta Poznań
El Warta Poznań és un club de futbol polonès de la ciutat de Poznań. 
5,383

## Història

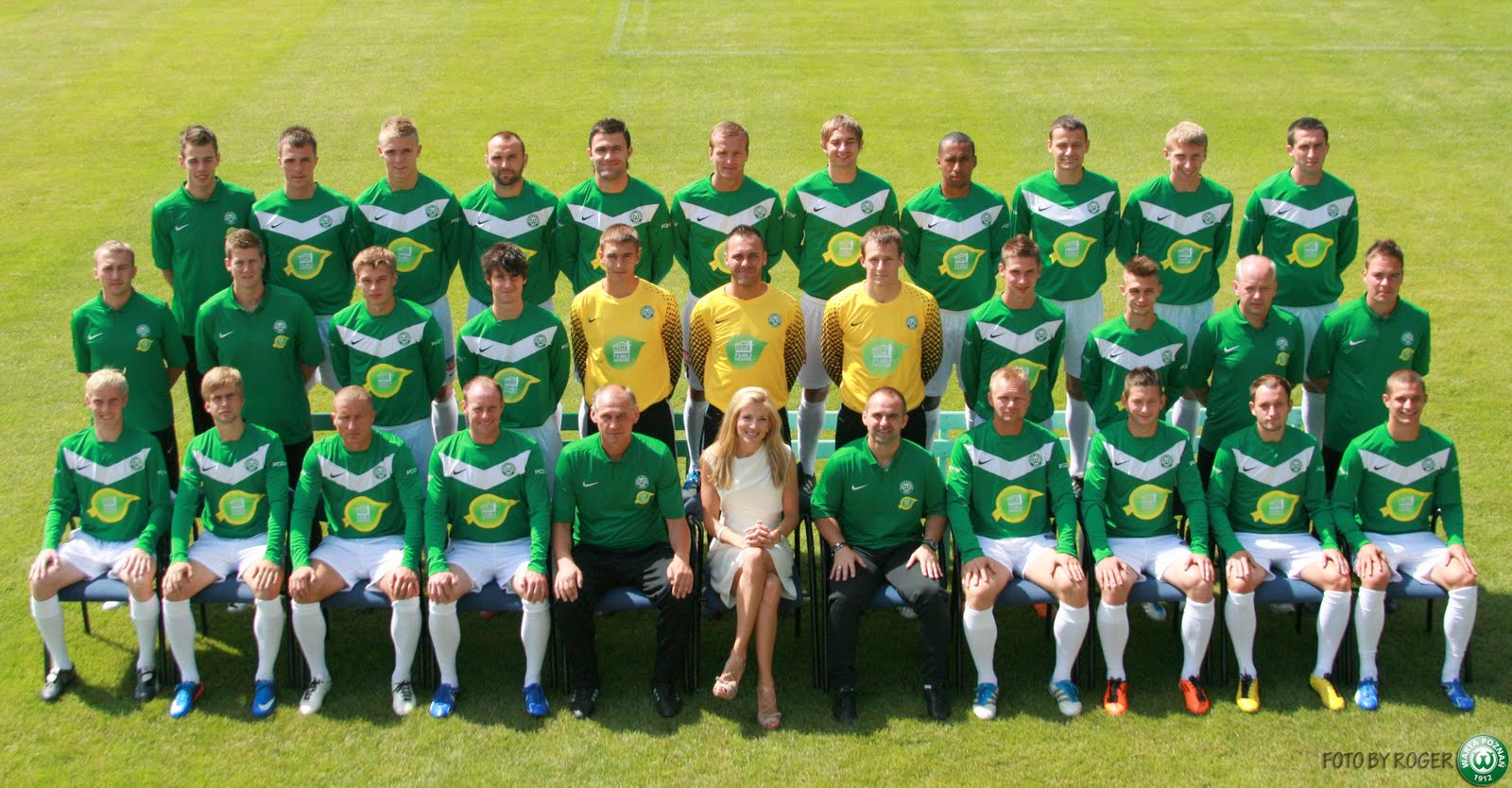
Warta Poznań 2011

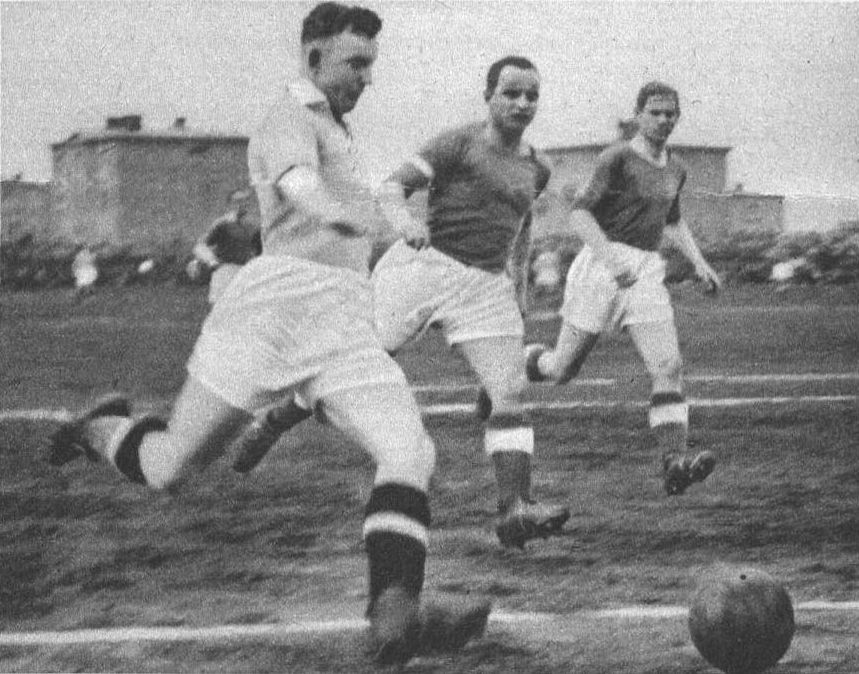
Partit Warta-Ruch el 1937.

Evolució del nom:
- Warta Poznań
- Związkowiec Poznań
- Stal Poznań
- Warta Poznań

## Palmarès
- Lliga polonesa de futbol:[3]
  - 1929, 1947

- Campionat de la Gran Polònia:[4]
  - 1913, 1914